# WCM Beteiligungs- und Grundbesitz-Aktiengesellschaft
Die WCM Beteiligungs- und Grundbesitz-Aktiengesellschaft (WCM AG) ist ein deutsches Unternehmen, dessen Schwerpunkt auf dem Erwerb und der Bewirtschaftung von Gewerbeimmobilien, insbesondere Büro- und Einzelhandelsimmobilien an den großen Bürostandorten in Deutschland, liegt. WCM steht dabei für Württembergische Cattunmanufaktur aus der das Unternehmen hervorging.

## Eigentümerstruktur
Zum Stichtag setzt sich die Eigentümerstruktur wie folgt zusammen:
| Anteil | Anteilseigner    |
| ------ | ---------------- |
| 91%    | TLG IMMOBILIEN   |
| 9%     | Übrige Aktionäre |

Stand: 21. März 2018

## Geschichte

### Gründung 1766

Aktie über 100 RM der Württembergischen Cattunmanufaktur vom Dezember 1941

Die Württembergische Cattunmanufaktur in Heidenheim an der Brenz beziehungsweise ihr Vorgängerunternehmen wurde 1766 gegründet.

### 1966 bis 2013
Starker internationaler Wettbewerb führte 1966 zur Einstellung des Produktionsbetriebes. In den folgenden Jahrzehnten beschäftigte sich das Unternehmen mit der Verwaltung des eigenen Grundbesitzes, bis 1991 die Umwandlung in die WCM Beteiligungs- und Grundbesitz-Aktiengesellschaft unter der Regie des Hamburger Investors Karl Ehlerding erfolgte. Es folgten Beteiligungen an Konzernen wie Württembergische Versicherung AG, Spar Handelsgesellschaft, RSE Grundbesitz und Beteiligungs-AG und Klöckner-Werke. Auch baute das Unternehmen nach und nach einen großen Bestand an Wohnimmobilien auf. 1998 wurde WCM in den MDAX aufgenommen, den es 2005 nach mehreren verlustreichen Jahren und erheblichen Kursverlusten wieder verlassen musste.
Aufgrund finanzieller Schwierigkeiten der WCM meldeten die Liquidatoren der I.G. Farben am 10. November 2003 Insolvenz an, da durch diese die Liquidität der I.G. Farben nicht mehr hinreichend gesichert war. WCM war selbst einmal Tochter der I.G. Farben, doch Anfang der 1990er-Jahre übernahm die Tochter die Mehrheit der Mutter und ein Großteil des Vermögens der I.G. Farben wurde als Dividende an die Aktionäre ausgeschüttet, anstatt es als Entschädigung an die Zwangsarbeiter auszuzahlen.
Die finanziellen Engpässe, hervorgerufen durch Fehlspekulationen beim Erwerb von Anteilen der Commerzbank und durch Auseinandersetzungen mit dem Finanzamt, wollte der Vorstand bis zum Sommer 2006 durch eine Verschmelzung mit der gesunden Tochter, den Klöcknerwerken, beheben. Dieser Plan musste wegen offener Fragen um die Bewertung aufgegeben werden. Anfang Oktober 2006 kündigte daraufhin der Hauptgläubiger, die HSH Nordbank Kredite über 200 Mio. Euro, um die verpfändeten Anteile an den Klöcknerwerken und den Maternuskliniken zu verwerten. Die beiden Vorstände, Roland Flach und Valentin Reisgen, traten daraufhin zurück. Anschließend wurde Karl-Heinz Schweikert Vorstand, der schon seit Jahren Vorstands- und Aufsichtsratposten innerhalb der WCM-Gruppe übernommen hatte. Valentin Reisgen war danach noch Vorstandsvorsitzender der KHS AG. Als Reaktion auf den von der HSH Nordbank gekündigten Kredit in Höhe von 200 Millionen Euro sah sich Ende Oktober 2006 auch die KPE Holding gezwungen, einen Kredit in Höhe von 30 Millionen Euro zu kündigen. Am 8. November 2006 musste das Unternehmen nach gescheiterten Verhandlungen über den gekündigten Kredit der HSH Nordbank einen Insolvenzantrag stellen. Der Wert der Aktie betrug zu diesem Zeitpunkt nur noch 7 Cent. Die von der HSH Nordbank zunächst für Ende November 2006 anberaumte Versteigerung des 68%igen Anteils an den Klöcknerwerken wurde wieder abgesagt. Grund für die Absage der Versteigerung war das Drängen des Insolvenzverwalters Michael Frege und der KPE Holding als Mit-Pfandgläubigerin. Beide befürchteten eine Verschleuderung des Pfandes durch und zugunsten der HSH-Nordbank. Bereits im Jahr 2004 war die HSH-Nordbank in den Verdacht gekommen, sich an der Schwäche der WCM bereichert zu haben. Am 8. März 2007 kaufte die Salzgitter AG die Aktienpakete der Klöckner-Werke und der RSE AG aus der WCM-Insolvenzmasse vom Insolvenzverwalter Michael Frege zu einem wesentlich höheren Preis. Die Salzgitter AG übernahm damit die Mehrheit an den beiden ehemaligen WCM-Tochtergesellschaften. Das Geschäft kam durch Vermittlung von Karl Ehlerding zustande, der an einem höheren Erlös für die WCM interessiert war und später in den Aufsichtsrat der Salzgitter AG gewählt wurde.
Im Insolvenzverfahren der WCM am Amtsgericht Frankfurt 2009 haben die Gläubiger und der Vorstand der WCM im Erörterungs- und Abstimmungstermin am 23. November 2009 dem vom Insolvenzverwalter vorgelegten Insolvenzplan zugestimmt. Das Insolvenzgericht hat den Insolvenzplan bestätigt. Mit der Bestätigung des Insolvenzplans war die Grundlage für einen Fortbestand der WCM geschaffen worden.
Mit Beschluss des Amtsgerichts Frankfurt – Insolvenzgericht – vom 20. Oktober 2010 wurde das Insolvenzverfahren gemäß § 258 Abs. 1 InsO aufgehoben. Das Insolvenzgericht ordnete zugleich die Planüberwachung an.
Der bisherige Alleinvorstand der Gesellschaft, Karl-Ernst Schweikert, hat sein Amt am 1. November 2010 auf eigenen Wunsch mit sofortiger Wirkung niedergelegt. Am gleichen Tag fand die erste Sitzung des Aufsichtsrats nach der Aufhebung des Insolvenzverfahrens statt. Der Aufsichtsrat berief einstimmig Manfred Schumann zum neuen Alleinvorstand der Gesellschaft, der bis Anfang 2014 dieses Amt ausübte.

### 2014 bis 2015
Nachdem einige Beteiligungen Verluste einfuhren und eine geplante Übernahme der Commerzbank scheiterte, befand sich das Unternehmen zwischenzeitlich (2009–2010) in der Planinsolvenz. Nach Aufhebung des Insolvenzverfahrens hat sich die WCM AG restrukturiert und neu ausgerichtet und kehrte an die Börse zurück.
Das Unternehmen ist seit Ende 2014 wieder geschäftstätig. Es führte im Dezember 2014 eine erfolgreiche Barkapitalerhöhung in Höhe von 18,8 Mio. Euro durch und finanzierte somit auch den Ankauf eines ersten Gewerbeimmobilienportfolios. Die Barkapitalerhöhung der WCM AG stieß bei den Aktionären und sonstigen Anlegern auf großes Interesse, da die Nachfrage mit 17,6 Mio. Aktien die Zahl der zum Preis von 1,30 Euro neu ausgegebenen Aktien von 14,4 Mio. um rund 3 Mio. überstieg und somit überzeichnet war.
Die drei Gewerbeimmobilien in Frankfurt am Main (GE Tower), Düsseldorf und Bonn sind Anfang 2015 vollständig in den Besitz der WCM AG übergegangen und setzten den Startschuss für weitere Zukäufe in Deutschland.
Nach Aufhebung des Insolvenzverfahrens und der daraus resultierenden Neuausrichtung des Geschäfts ist die WCM AG seit 2014 unter einem neuen Management wieder operativ tätig und kehrte an die Börse zurück. Das Unternehmen ist an der Frankfurter Wertpapierbörse notiert und wurde am 21. Dezember 2015 in den Aktienindex SDAX aufgenommen.

### Seit 2016
Anfang 2016 stieg die DIC Asset mit 25,95 % bei der WCM ein, somit wurde sie zum größten Aktionär vor Karl Ehlerding (4,2 %) und seinen beiden Söhnen Karl P. und John F. mit jeweils 4,9 %. Der Vorstandsvorsitzende Stavros Efremidis ist mit 2,6 % zu diesem Zeitpunkt beteiligt. Im Mai 2017 gab die TLG Immobilien bekannt, dass sie die WCM für 435 Mio. Euro vollständig übernehmen möchte. Bis zum 4. Oktober 2017 ist das Übernahmeangebot der TLG Immobilien für insgesamt 117.505.327 WCM-Aktien angenommen worden. Dies entsprach einem Anteil von rund 85,89 % des Grundkapitals und der Stimmrechte an der WCM zum Meldestichtag. Am 18. September 2017 endete die Mitgliedschaft im SDAX. Im Zuge des Abfindungsangebotes an die noch außenstehenden Aktionäre der WCM wurden bereits weitere Aktien getauscht, so dass per 31. Mai 2018 bereits 91 % der WCM-Aktien im Besitz der TLG Immobilien waren. Der Vorstand der WCM Beteiligungs- und Grundbesitz-Aktiengesellschaft hat am 10. Oktober 2024 mit Zustimmung des Aufsichtsrates beschlossen, in Abstimmung mit der TLG Immobilien AG, die ca. 98,05 % der Aktien der Gesellschaft hält, ein Delisting der Aktien durchzuführen.